# Matthew Brabham
Matthew Chase „Matt” Brabham (ur. 25 lutego 1994 roku w Boca Raton) – amerykańsko-australijski kierowca wyścigowy.

## Życiorys

### Formuła Ford
Brabham rozpoczął karierę w międzynarodowych wyścigach samochodowych w 2009 roku od startów w Formule Ford Wiktoria w Australii. W ciągu sześciu wyścigów, w których wystartował, dwukrotnie stawał na podium. Z dorobkiem 110 punktów został sklasyfikowany na dziewiątej pozycji w klasyfikacji generalnej. Rok później w tej samej serii odniósł pierwsze zwycięstwo. Dorobek 194 punktów dał mu piąte miejsce. W 2010 roku Amerykanin dołączył również do stawki Australijskiej Formuły Ford, w której zakończył mistrzostwa na czternastej pozycji.
W sezonie 2011 kontynuował starty w Australii zarówno w serii Wiktoria, jak i w narodowych rozgrywkach. W edycji Wiktoria odniósł sześć zwycięstw. Wystarczyło to jednak jedynie na szóstą pozycję w końcowej klasyfikacji kierowców. W edycji narodowej w ciągu dziewięciu wyścigów, w których wystartował, czterokrotnie stawał na podium, w tym dwukrotnie na jego najwyższym stopniu. Uzbierał łącznie 95 punktów. Wystarczyło to na dziewiąte miejsce w klasyfikacji generalnej.
W 2012 roku Brabham rozpoczął starty w amerykańskiej serii rozgrywanej według regulaminu Formuły Ford, w U.S. F2000 National Championship. Już w edycji zimowej odniósł pierwsze zwycięstwo oraz stanął na trzecim stopniu podium klasyfikacji generalnej. W głównej serii wystartował w czternastu wyścigach. W czterech spośród nich Australijczyk odnosił zwycięstwa, a w jedenastu plasował się w czołowej trójce. Uzbierane 339 punktów zapewniło mu tytuł mistrzowski.

### Formuła Renault
W sezonie 2012 Brabham wystartował gościnnie w wybranych wyścigach Brytyjskiej Formuły Renault Protyre BARC. Największym jego osiągnięciem w tej serii było drugie miejsce podczas drugiego wyścigu na torze w Rockingham, zaliczanego do klasyfikacji edycji zimowej.

### Pro Mazda Championship
W 2013 roku Australijczyk kontynuował starty w Stanach Zjednoczonych, gdzie podpisał kontrakt z amerykańską ekipą Andretti Autosport na starty w mistrzostwach Pro Mazda Championship. Wziął udział łącznie w szesnastu wyścigach, spośród których jedynie w jednym nie stanął na podium. Wśród wyścigów ukończonych na podium można wyróżnić dwa, które ukończył na trzeciej pozycji. W pozostałych trzynastu wyścigach Brabham odnosił zwycięstwa. Dorobek 339 punktów pozwolił mu świętować drugi tytuł mistrzowski w karierze.

### Indy Lights
W sezonie 2014 Amerykanin kontynuował współpracę z zespołem Andretti Autosport, tym razem w stawce mistrzostw Indy Lights. W pierwszym wyścigu na torze Indianapolis Motor Speedway odniósł zwycięstwo, a w trzecim był drugi. Poza tym stanął jeszcze dwukrotnie na podium. Z dorobkiem 426 punktów został sklasyfikowany na czwartej pozycji w klasyfikacji generalnej.

### Formuła E
Po dołączeniu zespołu Andretti Autosport do stawki nowo utworzonej Formuły E, Brabham został ogłoszony kierowcą testowym ekipy. Jednak już podczas drugiego wyścigu sezonu 2014/2015 Amerykanin zmienił Charlesa Pica za kierownicą elektrycznego bolidu wyścigowego. Wystartował łącznie w dwóch wyścigach, jednak nie zdobył punktów. Został sklasyfikowany na 31 pozycji.

## Życie prywatne
Matthew Brabham pochodzi ze słynnej rodziny Brabham kierowców wyścigowych. Jest synem Geoffa Brabhama, zwycięzcy 24-godzinnego wyścigu Le Mans z 1993 roku oraz bratankiem Gary'ego Brabhama i Davida Brabhama. Jego dziadek, Jack Brabham, to trzykrotny mistrz świata Formuły 1 (z sezonów 1959, 1960 i 1966).